# Atanas Daltschew

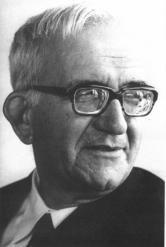
Atanas Daltschew

Atanas Daltschew (bulgarisch Атанас Далчев; * 12. Juni 1904 in Thessaloniki; † 17. Januar 1978 in Sofia) war ein bulgarischer Dichter, Kritiker und Übersetzer.
Atanas Daltschew wurde am 12. Juni 1904 in das damalige, osmanische Thessaloniki als zweites Kind in der Familie des aus Kukusch stammenden Rechtsanwalts Christo Atanassow Daltschew und der aus Prilep stammende Wiktorja Mateewa Dischmowa geboren. Christo Daltschew arbeitete als Rechtsanwalt und Lehrer für türkische Sprache am bulgarischen Männergymnasium in Thessaloniki. Mit der Jungtürkischen Revolution, vertrat wurde Christo Daltschew auf Vorschlag von Jane Sandanski ins Osmanisches Parlament von der Liste der Volksföderative Partei (bulgarische Sektion) gewählt. Die Familie und Atanas zogen daraufhin in die osmanische Hauptstadt Zarigrad (heute Istanbul).
Mit dem Ausbruch der Balkankriege 1913/14 zog die Familie in der bulgarischen Hauptstadt Sofia, wo Daltschew seinen Schulabschluss 1922 am Klassischen Gymnasium machte. Sein Vater arbeitete auch in Sofia als Rechtsanwalt.
Atanas Daltschew veröffentlichte 1926 seine erste Anthologie namens Прозорец (Fenster). 1927 schloss er sein Studium der Pädagogik und Philosophie an der Universität Sofia ab.
Von 1945 bis 1956 lebte er unter dem Druck der kommunistischen Behörden und durfte nur Übersetzungen veröffentlichen. Er übersetzte aus dem Französischen, Spanischen und Deutschen.
Daltschew starb 1978 in Sofia.

## Werk
In seinen Gedichten befasst er sich auf künstlerische Weise mit Problemen der Philosophie. Er übersetzte Gedichte und Prosa von französischen, spanischen, englischen, deutschen und russischen Schriftstellern. 
Im Jahre 1967 wurde ihm der sowjetische Orden Ehrenzeichen der Sowjetunion (russisch: Знак Почёта, Snak Potschota) für die Popularisierung des Russischen in Bulgarien verliehen. 1972 erhielt er den Herder-Preis.
Seine Schriften wurden in eine Vielzahl anderer Sprachen übersetzt.